# Sant Andreu de Vilallobent
Sant Andreu de Vilallobent és l'església del nucli de Vilallobent, al municipi de Puigcerdà, a la comarca de la Baixa Cerdanya. És un monument protegit i inventariat dins el Patrimoni Arquitectònic Català.

## Descripció

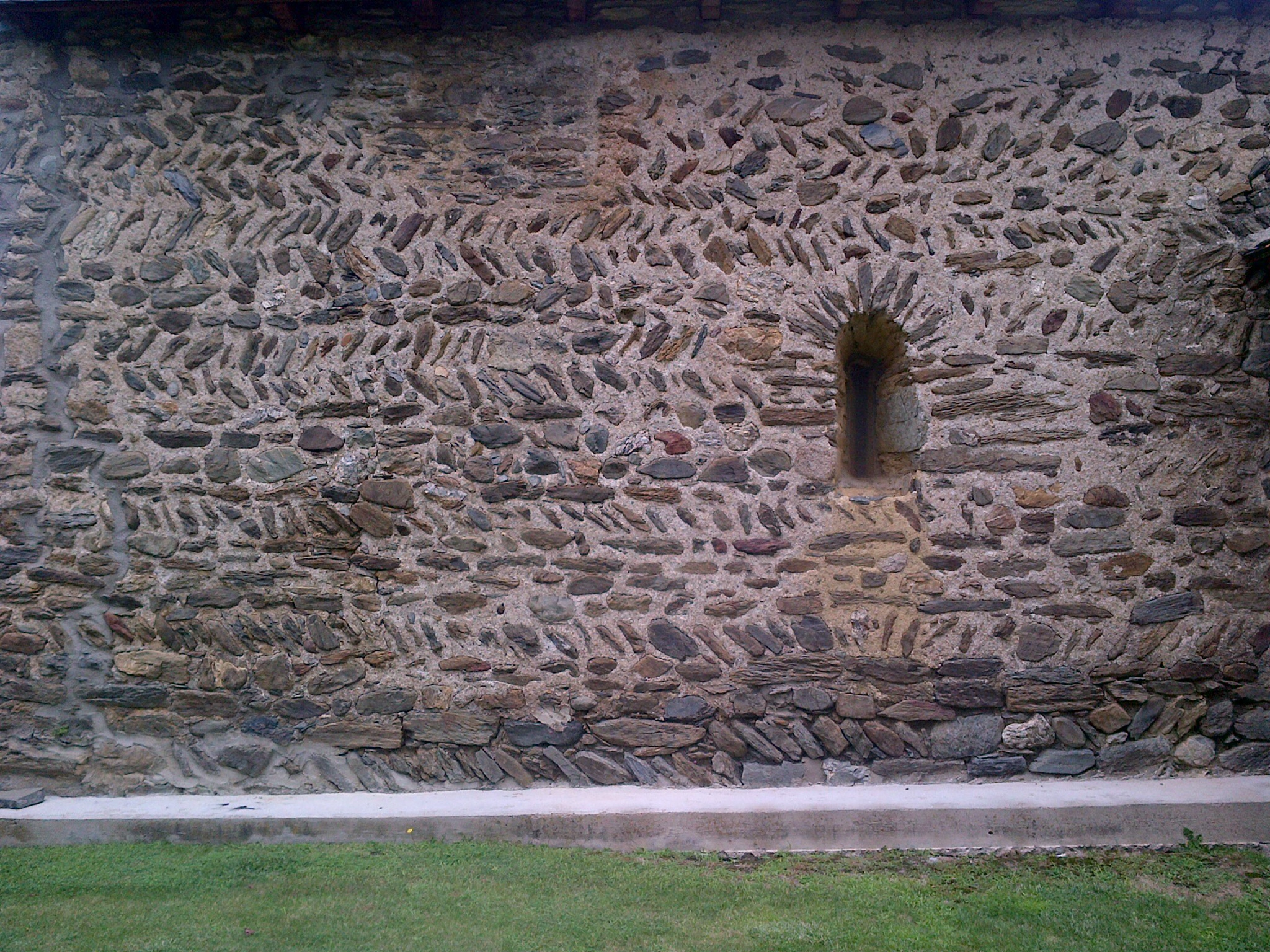
"Opus spicatum"

Església d'una sola nau amb dues capelles afegides a la paret meridional. La volta és de canó lleugerament apuntada. Es tanca amb un absis escapçat, substituït per una construcció gairebé rectangular. Al mur de la paret sud hi ha interessants fileres d'"opus spicatum" d'època romànica. La façana, a ponent, està coronada amb un campanar d'espadanya de dos buits per campanes, la portalada és d'arc apuntat. Ha estat ampliada i modificada posteriorment.

## Notícies històriques
Esmentat en l'acta de Consagració de la Catedral d'Urgell el 839, després va ser possessió del Monestir de Cuixà, al qual pertanyia en el s. XIV. En el s. XVII va ser de domini reial.